# Ayapel
Ayapel – miasto w północnej Kolumbii, w departamencie Córdoba. W 2018 roku miasto liczyło 27 626 mieszkańców.